# Vrensted
Vrensted is een plaats in de Deense regio Noord-Jutland, gemeente Hjørring. De plaats telt 404 inwoners (2008). Het dorp ligt aan de voormalige spoorlijn Hjørring - Aabybro. Het stationsgebouw is nog aanwezig.